# Harold I. Goss
Harold I. Goss (* 12. November 1882 in Kennebunk, Maine; † 25. Mai 1962, Gardiner, Maine) war ein US-amerikanischer Anwalt und Politiker, der von 1942 bis 1960 Secretary of State von Maine war.

## Leben
Harold I. Goss war Sohn von Isaac W. und Elizabeth N. Wentworth Goss. Goss war Anwalt und erhielt im Jahr 1909 seine Zulassung zum Anwalt.
Als Mitglied der Republikanischen Partei war er von 1942 bis 1960 Secretary of State von Maine. Damit ist er derjenige, der dieses Amt bisher am längsten ausgeübt hat.
Goss war verheiratet mit Ester L.S. Goss. Er starb am 25. Mai 1962. Sein Grab befindet sich auf dem Oak Grove Cemetery in Gardiner.